# Club Silvio Pettirossi
El Silvio Pettirossi es un club de fútbol paraguayo de la ciudad de Asunción situado en el barrio Republicano. Fue fundado en 1926 y llegó a jugar en la Primera División en dos temporadas en 1970 y en el 2008, actualmente milita en la Tercera División.
En la disciplina de futsal el club también participa en la Categoría Honor de Futsal, segunda división del sistema de ligas de futsal del país, y en el Campeonato Femenino de Futsal.

## Historia

### Inicios
El 11 de marzo de 1926 un grupo de hombres, entre ellos Manuel Fernández (el primer presidente) y David Villagra (antiguamente presidente del Club Sin Copas), fundaron un nuevo club al que dieron el nombre del legendario pionero de la aviación, Silvio Pettirossi. Pettirossi, héroe nacional nacido en 1887 en Asunción, fundó el Aeroclub del Paraguay. En su honor, el principal Aeropuerto Internacional del país también lleva su nombre.
Durante los primeros años después de la fundación, el predio deportivo del club así como su estadio se ubicaban en el barrio Pettirossi, cerca del actual Mercado 4 (calles Battilana con Honduras) pero a finales de 1959 se empezó a buscar otro predio. Finalmente encontraron un lugar adecuado en el barrio Republicano que les fue proporcionado por el entonces presidente del Club Cerro Porteño el Coronel Pablo Rojas. En 1961 se inaugura el nuevo estadio en ese predio. Uno de los principales responsables de conseguir un nuevo predio fue el señor Bernabé Pedrozo, antiguo socio del club y que en cuyo honor hoy en día el estadio lleva su nombre. 
En lo deportivo el club en sus inicios jugó en la Liga Amateur de Football, que era organizada por la Asociación Amateur de Football y que se disputó por una década desde el año 1927.

### 1950-1970 Primeros títulos oficiales y el ascenso a la Primera División
En los torneos de la entonces Liga Paraguaya de Football obtiene su primer título en 1952 al ganar el campeonato de la Segunda de Ascenso, tercera y última división del fútbol paraguayo en esos tiempos. Compite en la Segunda División por unos años, pero volvió a descender en 1956. En 1957 en su retorno a la Tercera División logró de nuevo el título de campeón. Más de una década después, en 1969 obtiene por primera vez el título de campeón de la Primera de Ascenso, segunda división del fútbol paraguayo en ese entonces y el ascenso a la Primera División. Jugó en la máxima categoría en el año 1970 pero al final de la temporada volvió a descender.

### 1971-2006 Altibajos en las divisiones de ascenso
En el año 1971 volvió a descender a la Tercera División. En el año 1973 volvió a consagrarse campeón de la Segunda de Ascenso, pero no ascendió, pues ese año los ascensos habían sido suspendidos, al año siguiente repitió la hazaña y volvió a obtener el campeonato de la Segunda de Ascenso y esta vez sí logró el ascenso. En el año 1975 estuvo cerca de volver a la Primera División pero finalmente perdió el título y la posibilidad de ascender ante el club Resistencia. Se mantuvo por unos años en la Segunda División pero luego volvió a descender. 
Volvió a consagrarse campeón de la Segunda de Ascenso (tercera división) y el ascenso a la Segunda División en los años 1984 y 1995. En el año 2003 obtuvo el subcampeonato de la Primera de Ascenso (tercera división), pero no ascendió, pues sólo ascendía el campeón. Pero al año siguiente logró el objetivo y se coronó una vez más campeón de la Primera de Ascenso (tercera división) y el ascenso a la División Intermedia (creada en 1997 como la nueva Segunda División).

### En Primera División por segunda vez
En el año 2007 se consagró campeón de la División Intermedia y así por segunda vez en su historia logró ascender a la Primera División.
En el 2008 en la Primera División disputó el Torneo Apertura y Torneo Clausura pero no pudo mantenerse en la categoría, tras terminar último en la tabla de promedios descendió de nuevo a la División Intermedia.

### Caída libre
En la temporada 2009 de la División Intermedia (segunda división) tras una mala campaña terminó en la última ubicación y volvió a perder la categoría.
En la temporada 2011 al terminar en última posición del campeonato de la Primera División B (tercera división), por primera vez descendió a la Primera División C (cuarta y última categoría desde 1997). 
Desde la temporada 2012 compitió en la última categoría del fútbol paraguayo hasta el 2021, cuando logró ser subcampeón y ascender a la Primera B para la temporada 2022.

## Presidentes
Su primer presidente fue Manuel Fernández.
Presidente Amancio Lopez 2007 ascenso a Primera

## Uniforme
- Uniforme titular: Camiseta verde, pantalón verde, medias verdes.
- Uniforme alternativo: Camiseta blanca, pantalón verde, medias blancas.

## Estadio
Se denomina Bernabé Pedrozo, en memoria de uno de los socios más representativos de la entidad.

## Jugadores

### Jugadores emblemáticos

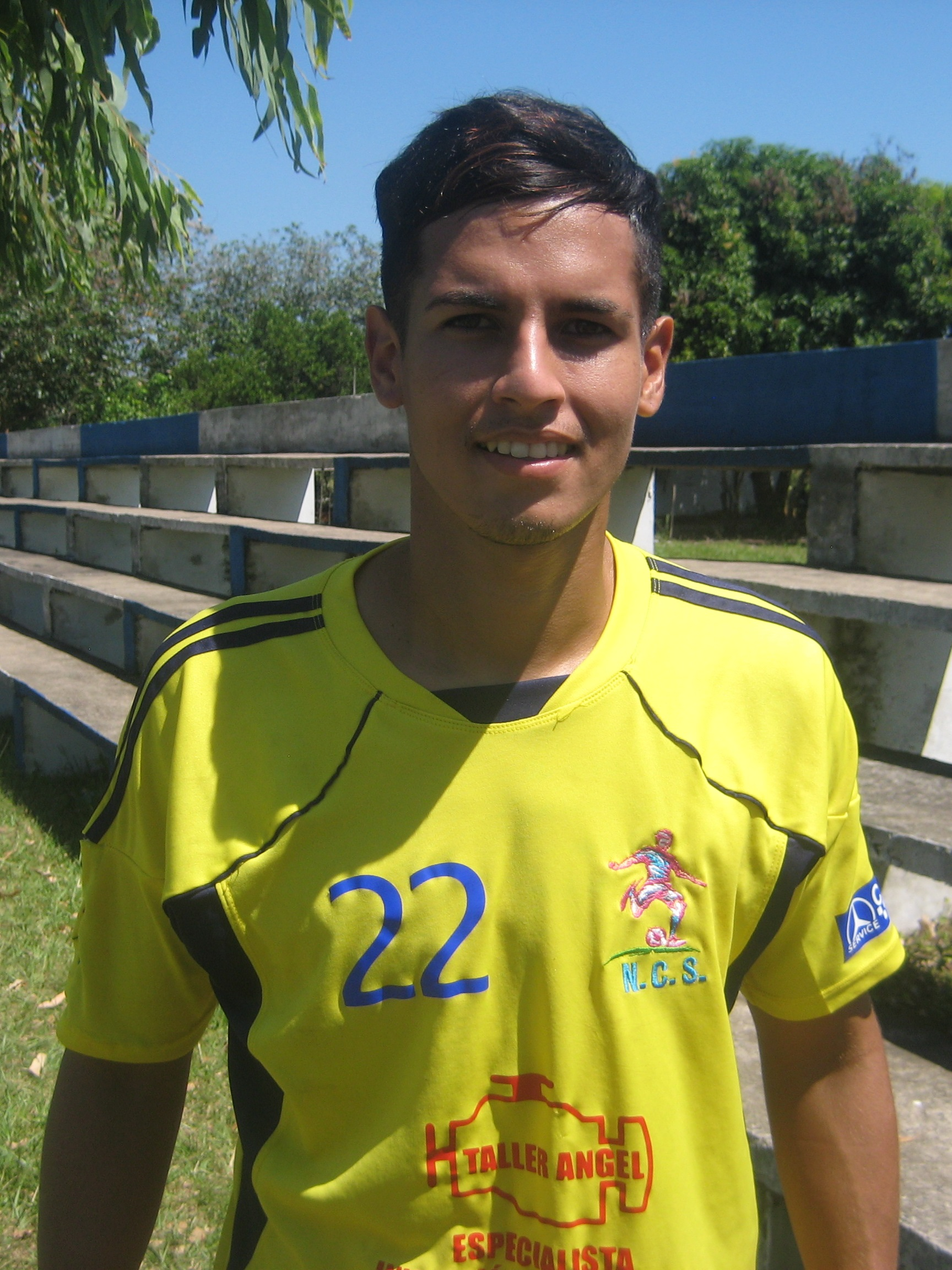
David Gilberto Castro de nacionalidad paraguaya pasó por Pettirossi en la Temporada 2021.

- Los hermanos Francisco y Estanislao Franco
- Ramón Arteta
- Nicanor Gómez
- Carlos Flor
- Cornelio Coronel
- Esteban Martínez
- Miguel de los Santos Enciso
- José Federico Núñez
- Juan Pablo Colmenares Sotelo
- Blas González jara (Otto)
- Carlos Fernando Porras Vargas (Mexicano)

## Palmarés

### Torneos nacionales
- Segunda División (2): 1969, 2007
- Tercera División (7): 1952, 1957, 1973, 1974, 1984, 1995, 2004.
  - Subcampeón (1): 2003.